# Hamid Muzafarovich Mushtari
Hamid Muzafarovich Mushtari (em russo:  Хамид Музафарович Муштари, em tártaro:  Хәмид Мозаффар улы Мөштәри; Oremburgo, 22 de julho de 1900 — 23 de janeiro de 1981) foi um matemático russo.
Pai do físico tártaro Daniar Hamidovich Mushtari.
Mushtari nasceu em Oremburgo, filho de um professor. Concluiu o ensino médio em 1918 em Kazan. Em seguida estudou física e matemática na Universidade Estatal de Kazan, e em 1920 transferiu-se para a Universidade Nacional do Uzbequistão em Tashkent, onde graduou-se em 1923 com especialidade em matemática.

## Publicações
- Mushtari, Kh.M. e Galimos, K.Z., Non-linear theory of thin elastic shells. Kazan: Tatknigoizdat, 1957.